# Ermenonville-la-Petite
Ermenonville-la-Petite é uma comuna francesa na região administrativa do Centro, no departamento Eure-et-Loir. Estende-se por uma área de 5,16 km². Em 2010 a comuna tinha 189 habitantes (densidade: 36,6 hab./km²).